# Eunidia opima
Eunidia opima är en skalbaggsart som beskrevs av Holzschuh 1986. Eunidia opima ingår i släktet Eunidia och familjen långhorningar.
Artens utbredningsområde är Sri Lanka. Inga underarter finns listade i Catalogue of Life.